# 第一航空隊
第一航空隊（だい1こうくうたい）および1942年（昭和17年）11月1日に改称した第七五二海軍航空隊（だい752かいぐんこうくうたい）は、日本海軍の部隊の一つ。特設の陸上攻撃機部隊として、大東亜戦争全期間で爆撃・攻撃・偵察行動に従事した。戦争前から編成された陸攻隊の中で、唯一終戦まで断絶することなく部隊を維持した航空隊である。
なお、一空の原隊である台湾新竹飛行場には、練成航空隊として新竹海軍航空隊（しんちくかいぐんこうくうたい）が設置されたので、本稿にて合わせて述べる。

## 沿革

### 第一航空隊
支那事変（日中戦争）において海軍は6個陸上攻撃機航空隊を編成し、中国奥地への爆撃を交代で実施していたが、対米英戦を考慮して陸上攻撃機部隊の増強を図ることとした。そのため、内南洋哨戒・敵艦隊迎撃を念頭において編成し、1941年4月10日新竹飛行場で開隊した。第四艦隊第二十四航空戦隊に編入。定数、九六式陸上攻撃機36機・九六式艦上戦闘機24機。編成後の訓練を終えると、5月24日千歳海軍航空隊とともに内南洋に進出し、6月末まで実地訓練を積んだ。7月25日中国大陸の奥地爆撃を強化するため、漢口に進出、102号作戦（重慶・成都爆撃）に従事。9月1日新竹に帰還。第十一航空艦隊第二十一航空戦隊に移籍。フィリピン侵攻作戦の尖兵として一空・高雄海軍航空隊、台南海軍航空隊・第六航空隊を擁する強襲部隊として第二十一航空戦隊が編成された。
1941年12月1日開戦に備え台南飛行場に移動、戦闘機隊は全て台南海軍航空隊に譲渡する。12月8日開戦、高雄空・台南空と合同し、27機でクラーク飛行場を爆撃。以後、7回にわたり台南よりフィリピン各地を爆撃。12月16日鹿屋海軍航空隊の香港爆撃に協力。12月18日リンガエン湾上陸部隊船団を護衛。12月26日バターン半島・コレヒドール島への集中爆撃を翌年1月6日まで実施。1942年1月セラム島アンボン・セレベス島ケンダリに進出する。蘭印攻略が進む中、米豪分断のために外南洋の拠点としてラバウルを占領し、強化することになった。マーシャル諸島に展開する千歳空の派遣が困難なため、一空が代わって「ラバウル航空隊」の嚆矢として派遣されることになった。1942年2月20日トラック諸島に向けアンボン発。22日着。2月23日ラバウルに偵察機3機を派遣。2月24日前日にウェーク島が空襲されたため、10機をルオット島経由でヤルート環礁タロア飛行場に派遣。2月27日ポートモレスビーを爆撃。以後、10回にわたりニューギニア各地を爆撃。1942年3月5日ラバウルに進出。3月8日ラエ・サラモア攻略作戦発動、17日に完遂するまで支援活動に従事。4月1日二十四航戦に復帰、十一航艦に転入。戦闘機隊を再編。
千歳空のラバウル派遣計画は、千歳空と高雄空から捻出した機体による第四航空隊で実現することになり、代役だった一空は編成当時の目的であった内南洋哨戒の任務に就くことになった。1942年4月4日ラバウル発。10日までにタロア着。4月18日ドーリットル隊追撃、会敵せず。5月31日ミッドウェー島攻略作戦の事前偵察を開始。作戦失敗・撤退まで継続。8月7日ウェークに18機派遣。マーシャル諸島各地で対潜掃討、戦果なし。8月17日マキン島に敵上陸。偵察および銃撃に陸攻24・戦闘機4を派遣。8月26日ナウル・オーシャン攻略作戦発動、爆撃支援。8月30日戦闘機隊をラバウルに派遣、航空母艦大鷹で輸送。9月14日標的艦矢風、タロアに到着。10日間にわたり対艦爆撃訓練を実施。10月15日米巡洋艦ポートランド、タラワ島に艦砲射撃。9機で追撃するが会敵せず。

### 第七五二航空隊
1942年11月1日「第七五二海軍航空隊」に改称。12月27日　二十四航戦の帰還命令により木更津飛行場に向けルオット発。1943年5月にラバウルへ進出することを目標に、搭乗員の技量向上と一式陸上攻撃機への機体換装を図り、再編作業に従事することとなった。それにともない、本州東方海上の平時哨戒が実施された。しかし、ラバウル進出を目前にした昭和18年5月12日、アッツ島に米軍が上陸したため、七五二空は支援のために幌筵島に進出した。1943年5月13日アッツ島爆撃のために出撃するが、濃霧のため断念。5月18日第十二航空艦隊を新編、二十四航戦を編入。5月23日アッツ島を爆撃。29日の玉砕まで実施。7月19日幌筵島に敵機襲来。木更津に撤退。
1943年11月20日、タラワ島の地上戦が始まった。直前にトラックへの進出が決まっていた七五二空だが、予定を繰り上げてマーシャルに進出した。しかしタラワの救出はならず、マーシャルは最前線の戦場となった。1943年11月22日木更津発。24日以後にルオット着。逐次、ミレ島・マロエラップ環礁に展開。11月27日第三次ギルバート諸島沖航空戦勃発。戦果なし・3機喪失。11月29日第四次ギルバート諸島沖航空戦勃発。戦果なし・4機喪失。12月4日タラワ島を10機で空襲。12月5日ルオット島に敵機襲来、9機で追撃し、マーシャル諸島沖航空戦勃発。1944年1月30日ルオット島に上陸事前空襲。ルオット残留隊全滅。ミレ島派遣隊・マロエラップ派遣隊は七五一空要員とともにマリアナ諸島への脱出に成功。2月20日豊橋飛行場で再編決定。十二航艦第二十七航空戦隊に編入。陸攻36機を定数とする攻撃第703飛行隊、艦攻13機を定数とする攻撃第256飛行隊を編成。
機体を喪失して生還した要員の一部は本土に帰還し、豊橋の再編部隊と合流して一からの再編作業に従事した。実線投入に目処がついたころ、米軍は絶対国防圏への侵入を図り、マリアナ諸島への攻撃を企図していた。本土を拠点として硫黄島経由でマリアナ諸島を支援すべく、1944年6月14日硫黄島に先発隊12機を派遣、6月15日二十七航戦と横須賀海軍航空隊を連合し、「八幡空襲部隊（八幡部隊）」を結成。以後、散発的にマリアナ諸島に進出。1944年6月24日硫黄島に敵機襲来。以後、断続的に空襲のため戦力消耗。6月28日マリアナ沖の船団を5機で攻撃。戦果なし・4機喪失。6月30日アスリート飛行場を4機で爆撃。7月4日硫黄島空襲で機体全損、作戦行動不能。7月10日八幡部隊残留勢力を再編し、第三航空艦隊を新編。七五二空は定数拡大を除き変動なし。攻703飛行隊は木更津、攻256飛行隊は館山飛行場に常駐。7月23日「T攻撃部隊」結成のため、攻703飛行隊が転出し、横須賀空から攻5飛行隊（彗星隊）・攻501飛行隊（銀河隊）が編入。8月4日スカベンジャー作戦で小笠原来襲の米機動部隊に対し6機で夜間索敵攻撃。戦果無く、1機喪失。
1944年10月3日前後に決行を予定した「丹作戦」のため、T攻撃部隊で比較的練度の高かった攻撃第501飛行隊（銀河36機）、偵察第11飛行隊（彩雲6機）が一時的に752空に編入される。機動部隊は目標のマーシャルに帰投せず、サイパンに帰投したため、「丹作戦に準ずる作戦」と改め、サイパンに帰投した機動部隊を目標にした。10月4日偵察を行うも発見せず、機動部隊は西に出動してしまい、作戦は次の月明期まで延期となるが、762空における台湾沖航空戦、比島沖海戦によって丹作戦兵力であったT攻撃部隊を消耗したため実現しなかった。
11月15日　第一三一海軍航空隊より偵12飛行隊を譲渡。11月26日偵12飛行隊の彩雲2機、「第一御楯隊」を誘導しアスリート飛行場を強襲。
1945年2月16日敵機動部隊艦載機隊、関東を空襲。七五二空主力は大分飛行場に退避。同日、水上艦部隊により硫黄島へ艦砲射撃により稼動機払底。2月19日陸攻4機で硫黄島への強行弾薬輸送を敢行、無事成功。同日、硫黄島沖の水上艦攻撃を図り3機出撃、荒天断念。2月20日6機で硫黄島敵陣を爆撃。以後断続的に4回実施。3月5日硫黄島沖に機雷散布。3月22日陥落後の硫黄島の敵情偵察を実施。沖縄戦には若干の増援部隊を派遣したものの、七五二空の組織的活動は硫黄島戦でほぼ終了した。以後は本土決戦のために温存策を図るものの、稼動機は払底した。1945年5月ごろからは香取基地で練成していた流星艦攻を第五飛行隊として編入、関東空襲を計画する米英高速機動部隊に対して攻撃をかけるも戦果は不明。1945年8月15日、房総半島沖の米空母CV-10ヨークタウンに特別攻撃を遂行。その約一時間後に終戦を迎えた。これは海軍公式記録上最後の特攻となった。

## 主力機種
- 九六式陸上攻撃機…開隊時の主力攻撃機。
- 一式陸上攻撃機…第一次再編後の主力攻撃機。
- 九六式艦上戦闘機…開隊時の主力戦闘機。第一次再編の直前には、若干の零式艦上戦闘機が併用されている。
- 零式艦上戦闘機
- 天山
- 彗星
- 銀河
- 彩雲
- 流星

## 歴代司令
- 荒木敬吉 大佐：1941年4月10日[2] -
- 井上左馬二 大佐：1942年2月14日 -
- 園山斉 中佐：1942年9月5日 - 昭和19年2月9日ルオット地上戦で戦死
- 永石正孝：1944年2月24日 -
- 菊岡徳次郎：1944年10月10日 - 戦後解隊

## 新竹海軍航空隊
多数の飛行練習生の練成を図るために増設された陸攻慣熟練航空隊のひとつ。
1942年（昭和17年）4月1日に開隊。臨時編成の一空要員専用というわけではなく、同じく台湾に所在する高雄空をはじめ各地の航空隊の陸攻要員を養成した。1943年（昭和18年）11月25日新竹空襲で大きな被害を受けた。本土の豊橋海軍航空隊や松島海軍航空隊が機能を強化する中、高雄空や鹿屋空に先んじ、1944年（昭和19年）1月1日をもって解散した。
（歴代司令）
- 不明